# JR九州列車予約サービス

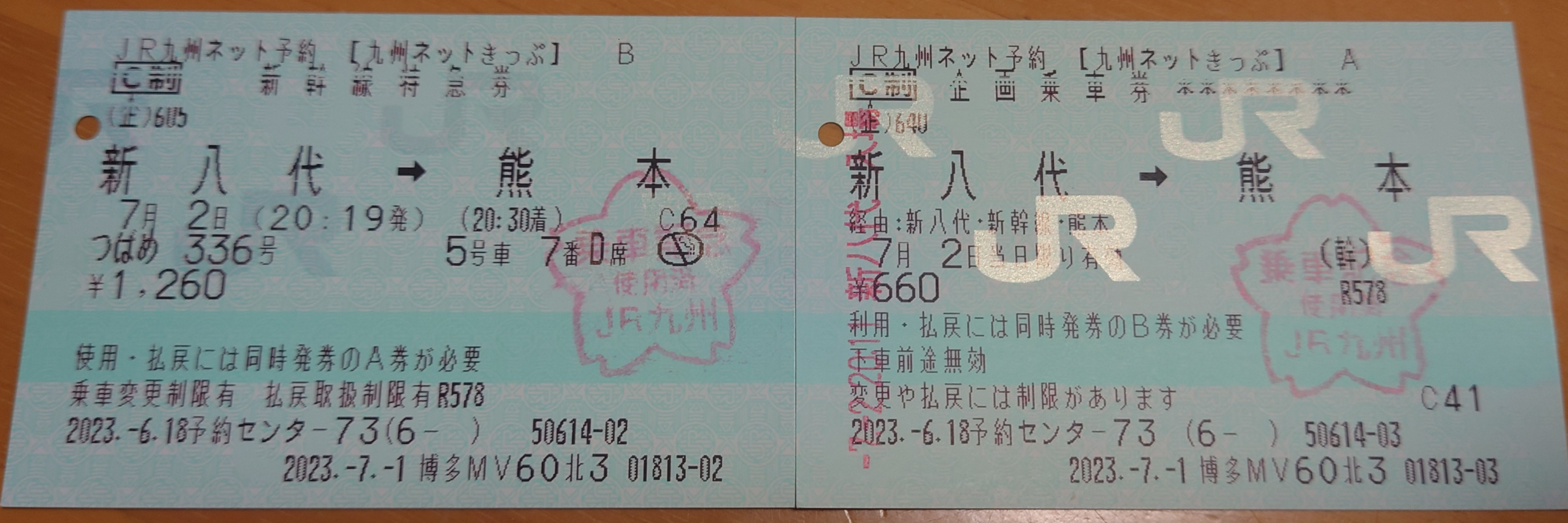
JR九州列車予約サービスで予約・発券した切符の一例

JR九州列車予約サービス（ジェイアールきゅうしゅう れっしゃよやくサービス）とは、九州旅客鉄道（JR九州）が提供するインターネットでの指定券・乗車券予約サービスである。当項目ではかつて提供されていた電話による予約サービスであるJR九州電話予約についても解説する。

## 概要
電話、またはインターネットを使用してJR九州などの列車の予約、きっぷの購入を行うことができる。インターネット予約の場合は、インターネット予約でしか購入できない割安なきっぷも販売している。
決済はクレジットカード（JQ CARD・JCB・VISA・Master・UC・DC・UFJ/MUFG・Diners Club・American Express・NICOSのいずれかのブランド）が必要である（au PAYプリペイドカード等のデビットカードも利用可能だが、デビットカードによっては利用不可（購入は出来ても自動券売機でのきっぷ受け取り不可等）の場合がある。それ以外のバーチャルカードのように物理的なカードの無いインターネット決済は窓口受取不可のため利用できない。）。
クレジットカードで決済済みのきっぷは、JR九州の主な駅のみどりの窓口、指定席券売機等、および主なJR九州旅行支店で受け取ることができる。無割引の通常のきっぷや、インターネット予約限定で西日本旅客鉄道（JR西日本）と共同発売している「eきっぷ」「e早特」「スーパー早特きっぷ」に関しては、JR西日本のみどりの窓口、みどりの券売機でも受け取ることができる（米原駅、京都駅、新大阪駅、金沢駅、富山駅、糸魚川駅のJR西日本以外の窓口、JR西日本との境界駅となっているが東日本旅客鉄道（JR東日本）、東海旅客鉄道（JR東海）、あいの風とやま鉄道、IRいしかわ鉄道、南海電気鉄道が全面的に管理している駅は除く）。それ以外の旅客鉄道会社の窓口や機器では受け取ることはできない。またNICOSブランドの国内専用カード（JRカードを含む）で決済したきっぷについてはJR西日本の窓口・券売機での受け取りができない。

## JR九州電話予約
かつてJR九州から提供されていたJR全線の指定券の購入、または予約を電話で行うことができるサービスであった。
JR九州インターネット列車予約で予約可能な列車はJR九州管内とJR西日本（北陸新幹線と博多南線を除く）の各列車、および東海道新幹線に限られるのに対し、JR九州電話予約ではJR全線の列車の予約が可能であった。購入済のきっぷに関しては、JR九州インターネット列車予約に準じてJR九州管内・JR西日本管内のみどりの窓口または指定席券売機で受け取る必要があった。
購入にはクレジットカードでの決済が必要で、クレジットカードを所有していないなどの理由で決済ができない場合は予約のみの受け付けとなっていた。
予約のみを行う場合は、電話での予約後にJR九州の主な駅のみどりの窓口で購入することになった。この場合、予約の受付日に応じて購入期限が定められ、予約したきっぷはこの購入期限内に購入しなければならなかった。購入期限を過ぎると予約が自動的に取り消された。クレジットカードで決済したきっぷは乗車日当日まで受取が可能であった。
2019年3月15日をもってサービスを終了した。一部の企画乗車券の予約サービスについては後述の「観光きっぷダイヤル」に引き継がれた。

### 観光きっぷダイヤル
2019年3月16日以降はサービス名を「観光きっぷダイヤル」に変更し、一部の企画乗車券の予約に限定して電話予約を受け付けていた。2021年5月10日をもってサービスを終了し、JR九州インターネット列車予約では取り扱いのない企画乗車券については駅窓口等での購入が必要となった。

## JR九州インターネット列車予約
PC、携帯電話、スマートフォン、タブレット端末などからインターネットで、JR九州、JR西日本（北陸新幹線と博多南線を除く）の各列車、および東海道新幹線の列車の予約・購入を行うことができる。JR九州Web会員の会員登録をすることで利用が可能となる。
当サービスの特徴として、PCやスマートフォンを利用することで、いつでもどこでも列車の予約、予約の変更が行えること、シートマップで空いている好みの座席を利用者が自由に指定できること、インターネット予約限定の割引きっぷを購入できることなどが挙げられる。
2011年3月5日に「JR九州インターネット列車予約」が全面リニューアルされ、同時にサービスを開始したJR西日本のインターネット予約サービス「（新）e5489」 と連動し、山陽新幹線・九州新幹線と、JR西日本管内の特急列車用のネット専用割引きっぷ「eきっぷ」も発売している。

### 購入できるきっぷ
窓口で購入できるきっぷの他、インターネット予約でのみ販売している割安なきっぷもある。さらに、JR九州が発行しているJQ CARDの会員は、JQ CARD限定のきっぷを購入することができる。
インターネット予約限定のきっぷとして以下のものが販売されている。

#### 九州ネットきっぷ

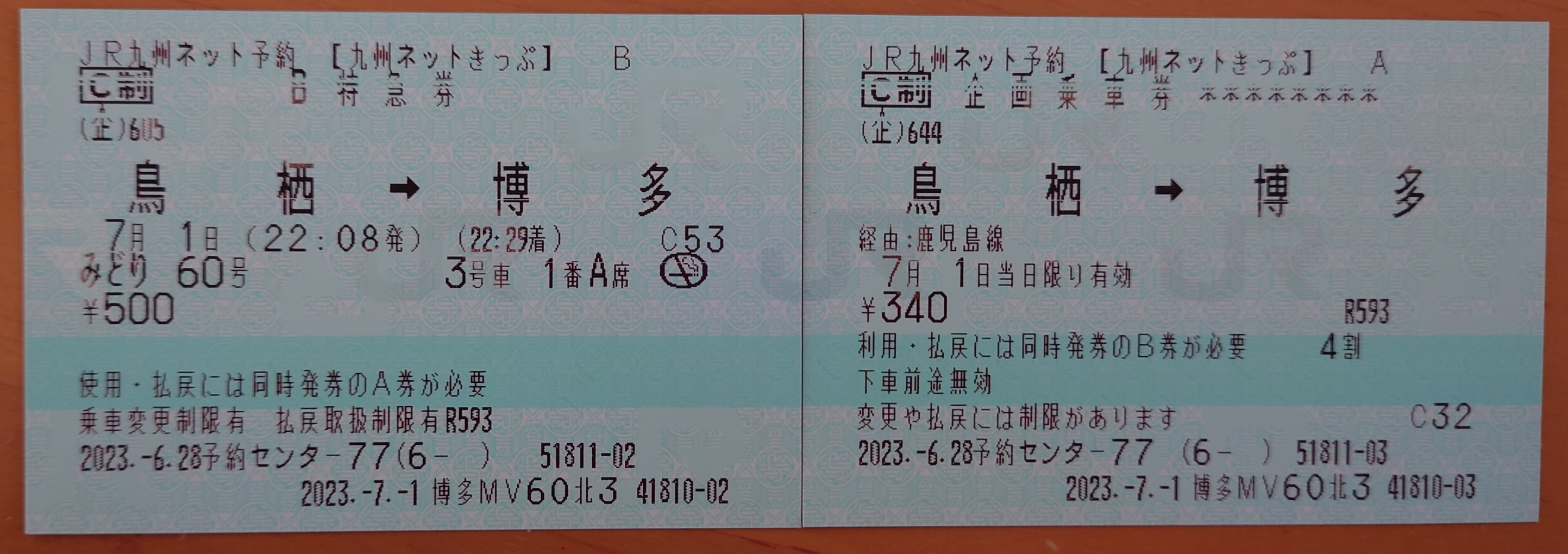
九州ネットきっぷ

JR九州管内の新幹線・在来線特急列車を当サービスで予約した場合に列車・設備・座席数限定で発売される。当日まで予約可能。設定区間は九州新幹線の各駅間とJR九州管内の各主要駅間などで、2枚きっぷが設定してある区間の販売価格は概ね2枚きっぷの1枚あたりの値段と同等である。それ以外の区間は普通車自由席と同等の値段である。普通車自由席用の設定もあるが新幹線の一部区間を除き普通車指定席用と同額の設定である。2022年9月23日利用分以降、同日に開業した西九州新幹線を含む区間については「かもめネットきっぷ」として発売されている。
また、小倉駅 - 博多駅間では山陽新幹線の列車ではなく、鹿児島本線の特急列車を利用することとなっているため、注意が必要である。

#### 九州ネット早特3

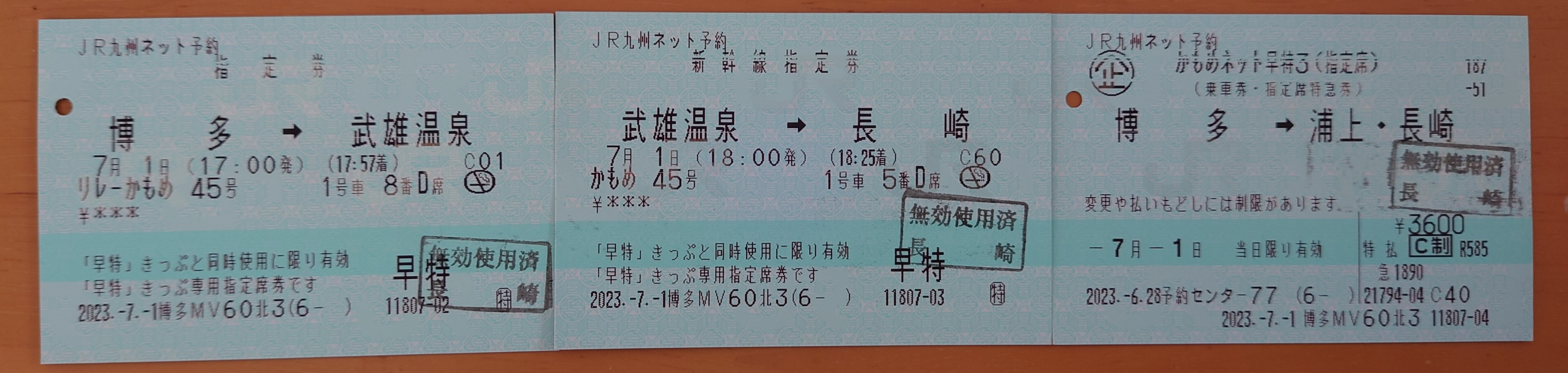
九州ネット早得3(かもめネット早特3)

JR九州管内の新幹線・在来線特急列車を当サービスで乗車日の3日前までに予約した場合に列車・設備・座席数限定で発売される。設定区間は九州ネットきっぷより少なく、博多駅 - 佐世保駅・長崎駅・別府駅・大分駅、小倉駅 - 別府駅・大分駅の各区間。かつては新幹線でも博多駅 - 熊本駅・鹿児島中央駅の各区間で設定があったが、2022年6月25日のエクスプレス予約九州新幹線拡大に伴い「EX早特」に移行する形で発売を終了した。片道から予約可能で、販売価格は九州ネットきっぷよりも割安となっている。購入後の変更は受取前であれば可能だが、乗り遅れた場合などにほかの列車を利用するためには別途特急券の購入が必要である。西九州新幹線開業に伴い、博多駅 - 長崎駅間については2022年9月23日利用分以降は「かもめネット早特3」として発売されている。

#### 九州ネット早特7
乗車日の7日前までに購入することで割安な価格で購入できるが購入後の変更は不可とされている。設定区間は新幹線の博多駅 - 熊本駅間のみに設定されている（かつては博多駅 - 鹿児島中央駅間でも設定されていたがエクスプレス予約導入と同時に発売を終了した）。また、新幹線の博多駅 - 熊本駅間には「つばめ」の普通車指定席限定で通常の「九州ネット早特7」よりもさらに割安な料金で購入できる「つばめ限定！九州ネット早特7」という割引きっぷも発売されていたが、2021年3月31日乗車分をもって発売を終了した。博多駅 - 長崎駅間については西九州新幹線開業日の2022年9月23日以降は「おためし！かもめネット早特7」→「おためし！私たちも、かもめ。早特7」に変更され、同年11月1日から佐賀駅 - 長崎駅間でも発売を開始した（当初は同年12月31日までの発売予定だったがその後期間延長されている）。
2024年3月1日から6月30日の乗車分について、実証実験として価格変動制が行われることとなり、3,400円 - 4,200円の価格幅で、購入する列車やタイミングによって価格が変動する。なお、新幹線に価格変動制が適用されるのは初の例である。

#### eきっぷ
九州新幹線と山陽新幹線を含むJR九州、JR西日本の特急列車の相互利用で、当サービスを利用して予約した場合に販売される。JR西日本の「（新）e5489」でも同じきっぷを販売している。当日まで予約可能。
当サービスではJR九州のクレジットカード「JQ CARD」の会員に限り、発売される。
当サービスで購入できる「eきっぷ」の区間は、JR九州とJR西日本管内の各駅間で、新大阪駅・新神戸駅 - JR九州管内の各主要駅間では高い割引率で設定されている。
また、JR九州管内では「九州ネットきっぷ」の設定区間内にも設定されている。JR九州管内相互間の場合、普通車用は自由席の通常料金と同額であり、「九州ネットきっぷ」に比べて割引率は低い。このため、JR九州では九州各地から山陽新幹線を利用する利用者向けの割引きっぷとして広告しており、「九州ネットきっぷ」と差別化を図っている。

#### スーパー早特きっぷ
JR西日本との共同設定で、乗車日の14日前までに予約した場合に列車・設備・座席数限定で発売され、eきっぷ、e早特よりもさらに高い割引率で購入することができる。
予約時に指定した列車・座席に限り有効で、指定した列車以外は自由席も含めて利用できない。また、山陽新幹線と九州新幹線を乗り継いで利用する場合、乗り継ぎ駅は博多駅に限られる。
設定区間は、山陽新幹線の新大阪駅・新神戸駅 - 小倉駅・博多駅、山陽・九州新幹線の新大阪駅・新神戸駅・岡山駅・広島駅 - 熊本駅・鹿児島中央駅、山陽新幹線と在来線特急列車を乗り継ぐ新大阪駅・新神戸駅 - 長崎駅・大分駅の各区間。うち新大阪駅・新神戸駅 - 熊本駅・鹿児島中央駅の各区間では21日前までの予約でより割引率の高い「スーパー早特21」も発売されている。
「eきっぷ」などとは異なり、クレジットカードを持っていれば「JQ CARD」の会員以外でも購入することができる。

### 発売を終了したきっぷ

#### e早特
乗車日の3日前までに予約した場合に列車・設備・座席数限定で発売される。eきっぷよりも割引率は高いが、自由席・指定席・グリーン席の利用に関わらず乗車列車の指定が必要となり、ほかの列車には自由席も含めて乗車できない。
購入できる区間は、九州・山陽新幹線の新大阪駅・新神戸駅 - 熊本駅・鹿児島中央駅間の各区間（普通車指定席利用タイプ）とJR西日本管内の在来線特急列車各設定区間（グリーン車利用タイプ）。
「eきっぷ」と同様「JQ CARD」の会員に限り購入することができる。
2022年3月31日乗車分をもって山陽・九州新幹線での発売を終了し、代替として同年6月25日から「EX早特」の対象に山陽・九州新幹線が追加された。

### ポイントサービス
JR九州インターネット列車予約サービスでは、JR九州Web会員がインターネット列車予約サービスを利用してきっぷなどを購入することでポイントが加算されるeレールポイントというポイントサービスがある。
加算ポイントはJR九州内完結の列車を利用する場合、100円につき1ポイント、山陽・東海道新幹線を利用する場合（JR九州の列車から乗り継ぐ場合も含む）、200円につき1ポイント加算される。
ポイントは1000ポイントごとに1000円分の「JR九州旅行券」と引換えることができる。また、JQ CARDを使用して貯まったポイントは、1ポイントからJQ CARDのポイントサービス「JQポイント」へ交換することができる。2020年3月からはJRキューポアプリに会員情報を登録するすることによってアミュプラザ等のポイント対応店で直接利用できるようになった。
2017年7月7日に、JR九州の他のポイントサービス（SUGOCAポイント、JQポイント）と統合して『JRキューポ』となった。
2025年1月22日に、全額JRキューポ支払い限定で、通常のJR九州ネットきっぷよりも割り引かれる「JRキューポ特典きっぷ」が発売された。購入は当日まで可能であるが、席数限定であり、原則として指定列車以外は乗車できない。

### JR-KYUSHU Train Reservation
2019年3月から訪日外国人向けに「JR-KYUSHU Train Reservation」という名称でインターネット予約サービスを展開している。予約可能な列車や受け取り場所などのサービス条件はJR九州インターネット列車予約に準ずる取り扱いとなっている。

### チケットレスサービス
2024年9月26日から、JR九州インターネット列車予約で予約を行った一部の割引乗車券について、紙の乗車券を発券せずにスマートフォンでQRコードを表示しての乗車が可能となる、チケットレスサービス（QRチケレス）を開始した。
開始時点で対象となるきっぷは、「九州ネットきっぷ」などインターネット限定で発売される、乗車券と特急券がセットとなった割引乗車券のみであり、対象区間は博多駅に発着する在来線特急列車が運行される区間と西九州新幹線である（九州新幹線はエクスプレス予約サービスを展開しているため対象外とされている）。対象となる商品については、切符の発券前・QRコードでの入場前であれば何度でも「切符の受け取り」と「QRチケットレスでの乗車」を変更可能である。
また、改札口にQRコードリーダーを用意する駅は西九州新幹線・特急列車の主要な停車駅、鹿児島本線の門司港駅 - 久留米駅間の各駅など利用者の多い駅に限られ、対象区間内のその他の駅では改札口にQRコードを掲示して利用者がスマートフォンで読み取る「ポスター改札」形式のシステムとなっている。このようなシステムの構成面での事情もあり、QRコードを表示する端末は通信可能であることが必要とされ、スクリーンショットや印刷しての乗車はできない。